# Kampung Jumpa
Kampung Jumpa is een bestuurslaag in het regentschap Pidie van de provincie Atjeh, Indonesië. Kampung Jumpa telt 482 inwoners (volkstelling 2010).